# Eva Cerbu
Eva Cerbu (născută Eva Siegler la 24 august 1924, București – d. mai 2008, București), a fost o pictoriță de etnie evreiască din România.

## Studii
- Școala de Arte Frumoase din București, avînd ca profesori pe pictorii M.H. Maxy și Al. Ciucurencu.

## Afilieri
- Membră a Uniunii Artiștilor Plastici din București.

## Expoziții personale
- București (1955, 1963, 1967, 1971, 1974, 1978, 1982, 1988, 1992, 1996)
- Piatra Neamț (1965, 1967)
- Bacău (1967)
- Roman (1967)
- Craiova (1967)
- Bremen (1974)

Expoziții colective:
- 1947 - Praga;
- 1947 - 1997 - Bucuresti;.
- 1948 - Budapesta, Praga;
- 1953 - Sofia;
- 1955 - Varșovia;
- 1958 - Moscova;
- 1959 - Belgrad, Budapesta, Riga;
- 1960 - Leipzig, Praga, Bratislava, Atena, Damasc, Argentina, Berlin, Veneția (trienala);
- 1961 - Viena, Moscova, Sofia, Geneva, Alexandria, Cairo, Sofia, Liubljana;
- 1962 - Havana, Atena, Lugano;
- 1964 - Bruxelles;
- 1966 - Sofia, Praga, Viena;
- 1968 - Tel Aviv;
- 1969 - Viena, Beirut;
- 1975 - Lisabona, Moscova, Oslo, Los Angeles;
- 1976 - Perth (Australia);
- 1978 - Rotterdam, Dortmund, Caracas, Argentina, Peru;
- 1979 - Suedia, Norvegia;
- 1980 - Caracas, Phenian;
- 1981 - Costa Rica, Venezuela;
- 1982 - Venezuela, Columbia;
- 1985 - Lyngby (Danemarca);
- 1991 - Buenos Aires;
- 1994 - Tel Aviv;
- 1994 - Beijing;
- 2006 - Viena.
Lucrări în muzee și colecții particulare în: România (București, Cluj, Constanța, Bacău, Galați, Reșița, Deva, Piatra Neamț), S.U.A., Elveția, Italia, Olanda, Germania, Mexic, Israel, Franța.
Călătorii de studii în străinatate: Bulgaria, U.R.S.S., Germania, Franța, Italia, Ungaria, Cehoslovacia, Israel, Grecia.

## Premii
- 1968 - premiul Fondului Plastic;
- 1970 - membră Honoris Causa a Academiei Internaționale Tommasso Campanella, Roma;
- 1970 - medalia de argint, Roma;